# Jan Hernych
Jan Hernych, né le 7 juillet 1979 à Prague, est un joueur de tennis professionnel tchèque.

## Carrière
Jamais vainqueur d'un tournoi ATP en simple, il s'est toutefois imposé à huit reprises sur le circuit secondaire Challenger : Tulsa en 2001, Prague en 2004 et 2005, Trnava en 2007, Prague et Bratislava en 2008, Jersey en 2010 et Sarajevo en 2012.
Son meilleur résultat en Grand Chelem est un 3e tour à l'Open d'Australie 2011 où il bat Denis Istomin et Thomaz Bellucci. Il a en outre atteint le 3e tour à Miami en éliminant Mark Philippoussis ainsi que les quarts de finale à Toronto après avoir écarté Gustavo Kuerten. Ses meilleures performances dans des tournois ATP sont une finale à Bois-le-Duc en 2006 et trois demi-finales à Auckland et Bois-le-Duc en 2005 et Zagreb en 2009.
À noter son match contre Novak Djokovic à l'Open de Bâle, futur vainqueur, où il est battu par deux roues de bicyclettes (6-0, 6-0) en moins de 55 minutes.
Il compte 3 sélections en équipe de République tchèque de Coupe Davis entre 2005 et 2009.

## Palmarès

### Titre en simple
Aucun

### Finale en simple (1)
| No | Date       | Nom et lieu du tournoi   | Catégorie   | Dotation  | Surface      | Vainqueur   | Score         |          |
| -- | ---------- | ------------------------ | ----------- | --------- | ------------ | ----------- | ------------- | -------- |
| 1  | 19-06-2006 | Ordina Open, Bois-le-Duc | Int' Series | 355 000 $ | Gazon (ext.) | Mario Ančić | 6-0, 5-7, 7-5 | Parcours |

### Titre en double (1)
| No | Date       | Nom et lieu du tournoi    | Catégorie | Dotation  | Surface      | Partenaire | Finalistes                | Score    |          |
| -- | ---------- | ------------------------- | --------- | --------- | ------------ | ---------- | ------------------------- | -------- | -------- |
| 1  | 04-05-2009 | BMW Open by FWU AG Munich | ATP 250   | 398 250 € | Terre (ext.) | Ivo Minář  | Ashley Fisher Jordan Kerr | 6-4, 6-4 | Parcours |

### Finale en double
Aucune

## Parcours dans les tournois duGrand Chelem

### En simple
| Année | Open d'Australie | Open d'Australie | Internationaux de France | Internationaux de France | Wimbledon       | Wimbledon        | US Open         | US Open      |
| ----- | ---------------- | ---------------- | ------------------------ | ------------------------ | --------------- | ---------------- | --------------- | ------------ |
| 2004  | —                | —                | —                        | —                        | 1er tour (1/64) | D. Bracciali     | —               | —            |
| 2005  | 2e tour (1/32)   | R. Štěpánek      | 2e tour (1/32)           | J. C. Ferrero            | 2e tour (1/32)  | L. Hewitt        | 1er tour (1/64) | X. Malisse   |
| 2006  | 2e tour (1/32)   | M. Ančić         | 1er tour (1/64)          | L. Hewitt                | 1er tour (1/64) | T. Berdych       | 2e tour (1/32)  | L. Hewitt    |
| 2007  | 1er tour (1/64)  | M. Youzhny       | 1er tour (1/64)          | M. Youzhny               | 2e tour (1/32)  | I. Ljubičić      | —               | —            |
| 2008  | —                | —                | —                        | —                        | 1er tour (1/64) | R. Štěpánek      | 1er tour (1/64) | F. Cipolla   |
| 2009  | 1er tour (1/64)  | V. Hănescu       | 1er tour (1/64)          | M. Čilić                 | 1er tour (1/64) | J. Tipsarević    | 2e tour (1/32)  | N. Davydenko |
| 2010  | —                | —                | —                        | —                        | —               | —                | —               | —            |
| 2011  | 3e tour (1/16)   | R. Söderling     | —                        | —                        | —               | —                | —               | —            |
| 2012  | —                | —                | —                        | —                        | —               | —                | —               | —            |
| 2013  | —                | —                | —                        | —                        | —               | —                | —               | —            |
| 2014  | —                | —                | —                        | —                        | 2e tour (1/32)  | R. Bautista-Agut | —               | —            |
| 2015  | 1er tour (1/64)  | S. Giraldo       | —                        | —                        | —               | —                | —               | —            |

N.B. : à droite du résultat se trouve le nom de l'ultime adversaire.

### En double
| Année | Open d'Australie          | Open d'Australie  | Internationaux de France   | Internationaux de France | Wimbledon               | Wimbledon             | US Open                     | US Open              |
| ----- | ------------------------- | ----------------- | -------------------------- | ------------------------ | ----------------------- | --------------------- | --------------------------- | -------------------- |
| 2005  | 1er tour (1/32) M. Tabara | J. Kerr J. Thomas | 1er tour (1/32) V. Hănescu | L. Arnold Ker M. García  | 2e tour (1/16) T. Zíb   | R. Schüttler A. Waske | 1/8 de finale V. Spadea     | C. Suk P. Vízner     |
| 2006  | 1/4 de finale I. Karlović | B. Bryan M. Bryan | 2e tour (1/16) D. Škoch    | J. Tipsarević M. Youzhny | 2e tour (1/16) D. Škoch | M. Damm L. Paes       | 1er tour (1/32) I. Karlović | A. Delić J. Morrison |
| 2007  | 2e tour (1/16) V. Spadea  | B. Bryan M. Bryan | —                          | —                        | —                       | —                     | —                           | —                    |
| 2008  | —                         | —                 | —                          | —                        | —                       | —                     | —                           | —                    |
| 2009  | —                         | —                 | 2e tour (1/16) C. Rochus   | W. Moodie D. Norman      | —                       | —                     | —                           | —                    |

N.B. : le nom du ou de la partenaire se trouve sous le résultat ; le nom des ultimes adversaires se trouve à droite.

## Parcours dans lesMasters 1000
| Année | Indian Wells          | Miami                   | Monte-Carlo        | Rome                 | Hambourg puis Madrid | Canada                   | Cincinnati        | Madrid puis Shanghai | Paris |
| ----- | --------------------- | ----------------------- | ------------------ | -------------------- | -------------------- | ------------------------ | ----------------- | -------------------- | ----- |
| 2004  | 2e tour M. Safin      | 3e tour T. Robredo      | -                  | -                    | -                    | 1/4 de finale A. Roddick | -                 | -                    | -     |
| 2005  | 3e tour P.-H. Mathieu | 1er tour D. Sanguinetti | -                  | -                    | -                    | -                        | 1er tour M. Safin | -                    | -     |
| 2006  | 2e tour R. Nadal      | 1er tour M. Fish        | 2e tour K. Vliegen | -                    | -                    | 2e tour D. Sanguinetti   | -                 | -                    | -     |
| 2007  | 3e tour N. Davydenko  | 1er tour R. Mello       | -                  | -                    | -                    | -                        | -                 | -                    | -     |
| 2008  | -                     | -                       | -                  | -                    | -                    | -                        | -                 | -                    | -     |
| 2009  | 1er tour L. Hewitt    | 2e tour T. Robredo      | -                  | 1er tour I. Karlović | -                    | 2e tour J. M. del Potro  | 1er tour A. Seppi | -                    | -     |

N.B. : sous le résultat se trouve le nom de l’ultime adversaire.